# Peter Aude

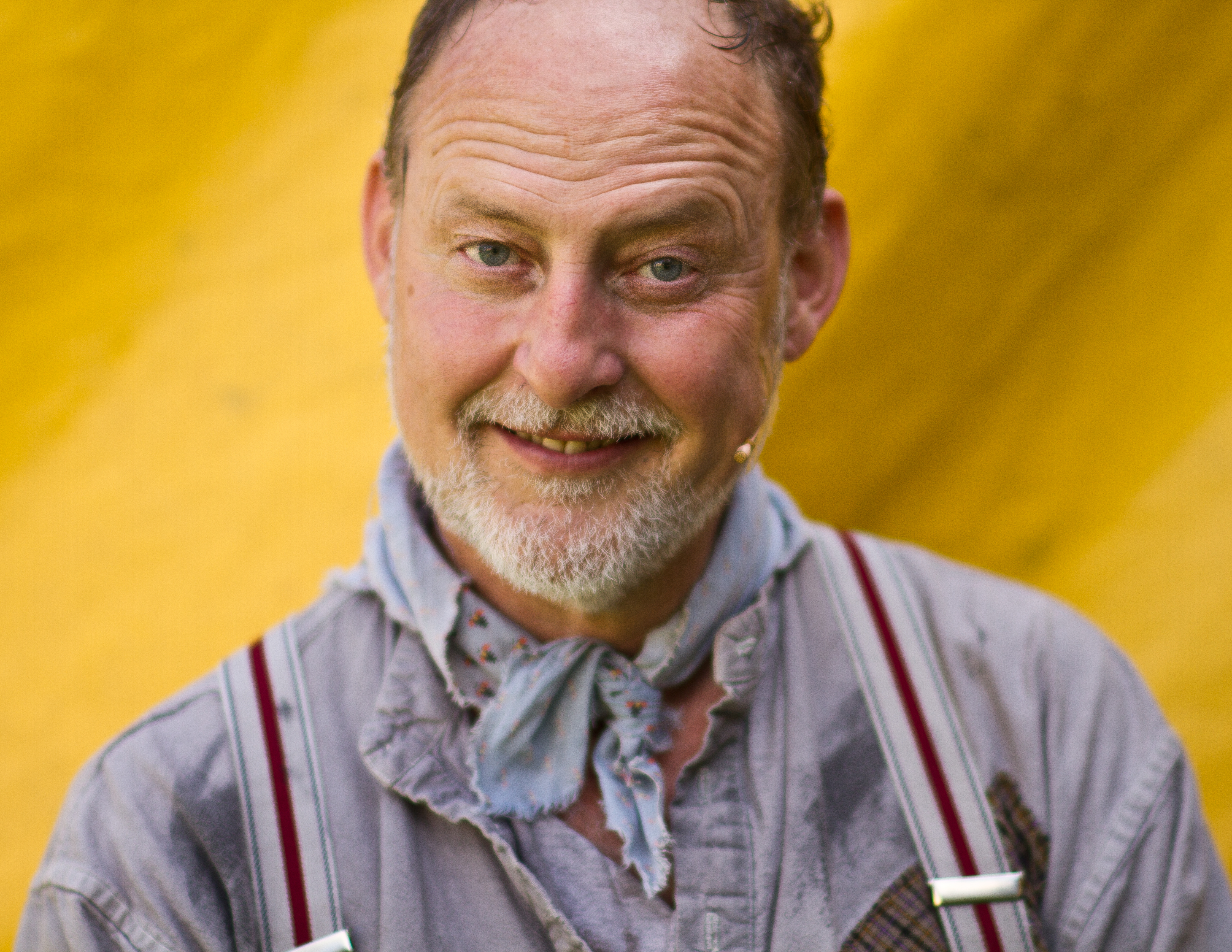
Peter Aude, 2012

Peter Lennart Aude (* 19. Januar 1957 in Kopenhagen) ist ein dänischer Schauspieler.

## Werdegang
Nach seiner Schulbildung arbeitete Aude zunächst in verschiedenen Bereichen der Wirtschaft. 1985 ging er an das Aarhus Teater in Aarhus, wo er eine Schauspielausbildung erhielt und wurde dann anschließend am dortigen Theater engagiert. Später ging er nach Kopenhagen, wo er am Bellevue Teatret, Bådteatret, Ungdommens Teater und am Musiktheater Vejle wirkte. Aude spielt auch außerhalb des Theaters in mehreren dänischen Film- und Fernsehproduktionen mit und ist außerdem als Synchronsprecher in Kinder- und Zeichentrickfilmen tätig.

## Filmografie
- 1990: Kajs fødselsdag
- 1991: Superdame
- 1992–1997: Batman (Zeichentrickserie) (Sprechrolle)
- 1995: Elsker, elsker ikke
- 1996: Keine Angst vorm Fliegen (Tøsepiger)
- 1997: Taxa
- 1998: Albert und der große Rapollo (Albert)
- 1998–2005: Powerpuff Girls (Sprechrolle)
- 1999: Klinkevals
- 1999–2000: Olsen-bandens første kup (Fernsehserie)
- 2000: Unit One – Die Spezialisten (Rejseholdet, Fernsehserie)
- 2000: Slip hestene løs
- 2000: Ein Königreich für ein Lama (The Emperor’s New Groove) (Sprechrolle)
- 2001: Die Monster AG (Monsters, Inc.) (Sprechrolle)
- 2001: Fukssvansen
- 2001–2004: Samurai Jack (Sprechrolle)
- 2002: Ice Age (Sprechrolle)
- 2004: Oh Happy Day
- 2004: Stor Ståhaj
- 2007: Alien Teacher (Vikaren)
- 2007: Kommissarin Lund (Forbrydelsen)
- 2008: Krokodillerne
- 2011: Ronal der Barbar (Sprechrolle)
- 2011: Ladyboy